# Конфортола-Виатт, Антонелла
Антонелла Конфортола-Виатт (итал. Antonella Confortola Wyatt, род. 16 октября 1975 года в Кавалезе, Италия) — итальянская лыжница, призёрка Олимпийских игр и чемпионатов мира, участница четырёх Олимпиад. Специалистка дистанционных гонок, предпочитает свободный стиль передвижения на лыжах.
В Кубке мира Конфортола-Виатт дебютировала в 1993 году, в марте 2003 года впервые попала в тройку лучших на этапе Кубка мира в эстафете. Всего на сегодняшний момент имеет 3 попадания в тройку лучших на этапах Кубка мира, все в эстафете. Лучшим достижением Конфортола-Виатт в общем итоговом зачёте Кубка мира является 26-е место в сезоне 2003-04.
На Олимпиаде-1998 в Нагано заняла 20-е место в гонке на 30 км коньком и 27-е место в гонке преследования на 15 км.
На Олимпиаде-2002 в Солт-Лейк-Сити стартовала в трёх гонках: масс-старт 15 км - 16-е место, 10 км классикой - 34-е место, 30 км классикой 19-е место.
На Олимпиаде-2006 в Турине завоевала бронзу в эстафете, кроме того показала следующие результаты: дуатлон 7,5+7,5 км - 22-е место, 10 км классикой - 34 место, масс-старт 30 км - не финишировала.
На Олимпиаде-2010 в Ванкувере стала 17-й в масс-старте на 30 км.
За свою карьеру принимала участие в пяти чемпионатах мира, на которых завоевала 1 серебряную и 1 бронзовую медали.
Использует лыжи производства фирмы Fischer, ботинки и крепления Salomon.